# Aspergillus multicolor
Aspergillus multicolor är en svampart som beskrevs av Sappa 1954. Aspergillus multicolor ingår i släktet Aspergillus och familjen Trichocomaceae.   Inga underarter finns listade i Catalogue of Life.